# Presupuesto de carbono

Esta figura representa las tasas a las que las emisiones globales de CO_{2} deben disminuir después de 2024 para limitar el aumento de la temperatura global a 1,5, 1,7 o 2,0 grados Celsius sin depender de emisiones netas negativas.

Un presupuesto de carbono, presupuesto de emisiones, cuota de emisiones o emisiones permitidas es el límite superior del dióxido de carbono total (CO2) de las emisiones asociadas con permanecer por debajo de una temperatura promedio global específica. Un presupuesto de emisiones también puede estar asociado con objetivos para otras variables climáticas relacionadas, como el forzamiento radiativo.
Los presupuestos de emisiones globales se calculan de acuerdo con las emisiones acumuladas históricas de la combustión de combustibles fósiles, los procesos industriales y los cambios en el uso de la tierra, pero varían según el objetivo de temperatura global que se elija, la probabilidad de permanecer por debajo de ese objetivo y la emisión de otros gases de efecto invernadero (GEI). Los presupuestos de emisiones globales se pueden dividir en presupuestos de emisiones nacionales, de modo que los países puedan establecer objetivos específicos de mitigación del cambio climático. Los presupuestos de emisiones son relevantes para la mitigación del cambio climático porque indican una cantidad finita de dióxido de carbono que se puede emitir con el tiempo, antes de generar niveles peligrosos de calentamiento global. El cambio en la temperatura global es independiente de la ubicación geográfica de estas emisiones y es en gran medida independiente del momento en que se producen estas emisiones.
De acuerdo con el Informe especial de 2018 sobre el calentamiento global de 1,5 °C del IPCC, el Instituto de Investigación Mercator sobre los Bienes Comunes Globales y el Cambio Climático estima que el presupuesto de CO2 asociado con 1,5 °C de calentamiento se agotará en 2028 si las emisiones se mantienen en el nivel actual de finales de la década de 2010. Más allá de un aumento de temperatura de 1,5 °C, aumenta el riesgo de consecuencias duraderas e irreversibles del cambio climático.
Un presupuesto de emisiones debe distinguirse de un objetivo de emisiones, ya que un objetivo de emisiones puede establecerse a nivel internacional o nacional de acuerdo con objetivos distintos de una temperatura global específica. Esto incluye objetivos creados por su viabilidad política, en lugar de objetivos basados en evidencia científica.

## Estimaciones
El hallazgo de una relación casi lineal entre el aumento de la temperatura global y las emisiones acumuladas de dióxido de carbono ha alentado la estimación de los presupuestos de emisiones globales para mantenerse por debajo de niveles peligrosos de calentamiento. Desde el período preindustrial hasta 2011, ya se han emitido aproximadamente 1.890 GtCO2 de CO 2 (GtCO2) a nivel mundial, y 2.050 GtCO2 hasta 2015.
Las estimaciones científicas de los presupuestos / cuotas de emisiones globales restantes difieren ampliamente debido a la variedad de enfoques metodológicos y consideraciones de umbrales. La mayoría de las estimaciones todavía subestiman la amplificación de la retroalimentación del cambio climático.
Algunas estimaciones de presupuesto de carbono comunes son las asociadas con un 1.5 °C y 2 °C calentamiento global. Estas estimaciones dependen en gran medida de la probabilidad o probabilidad de alcanzar un objetivo de temperatura. Los valores para el presupuesto agotado en la siguiente tabla se han derivado de un escenario en el que las emisiones de CO2 permanecen en el nivel actual de 42 Gt por año.
| Objetivo para el aumento promedio de la temperatura global | Presupuesto agotado en | Probabilidad de permanecer por debajo del objetivo | Presupuesto Gt de CO2<br /> CO2 | Rango de fechas | Fuente (Rogelj et al. 2016 tiene otra lista de estimaciones) | Página en fuente    |
| ---------------------------------------------------------- | ---------------------- | -------------------------------------------------- | ------------------------------- | --------------- | ------------------------------------------------------------ | ------------------- |
| 1,5 °C = 2,7 °F                                            | 2034-2037              | 66%                                                | 810-920                         | 2015-2100       | Millar y col. 2017                                           | 4                   |
| 1,5 °C = 2,7 °F                                            | 2020-2025              | 50%                                                | 400-570                         | 2011-2100       | Rogelj y col. 2015                                           | 3                   |
| 1,5 °C = 2,7 °F                                            | 2047                   | 50%                                                | 1400                            | 2015-2100       | Millar y col. 2017                                           | 4                   |
| 1,5 °C = 2,7 °F                                            | 2041                   | 50%                                                | 1060                            | 2016-2100       | Matthews y col. 2015                                         | resta en la Tabla 2 |
| 2 °C = 3,6 °F                                              | 2025-2031              | 75%                                                | 610-830                         | 2011-2100       | Rogelj y col. 2015                                           | 3                   |
| 2 °C = 3,6 °F                                              | 2034                   | 66%                                                | 1200                            | 2015-2100       | Friedlingstein y col. 2014                                   | 710                 |
| 2 °C = 3,6 °F                                              | 2044                   | 66%                                                | 1000                            | 2020-2100       | Friedlingstein y col. 2014                                   | 710                 |
| 2 °C = 3,6 °F                                              | 2035                   | 66%                                                | 990                             | 2012-2100       | 2015 IPCC 2015                                               | 1113                |
| 2 °C = 3,6 °F                                              | 2033                   | 66%                                                | 940                             | 2011-2100       | Rogelj y col. 2015                                           | 3                   |
| 2 °C = 3,6 °F                                              | 2035-2045              | 50%                                                | 990-1450                        | 2011-2100       | Rogelj y col. 2015                                           | 3                   |
| 2 °C = 3,6 °F                                              | 2066                   | 50%                                                | 2085                            | 2016-2100       | Matthews y col. 2015                                         | resta en la Tabla 2 |
| 2 °C = 3,6 °F                                              | 2051                   | 50%                                                | 1500                            | 2015-2100       | Friedlingstein y col. 2014                                   | 710                 |
| 3 °C = 5,4 °F                                              | 2084                   | 66%                                                | 2900                            | 2015-2100       | Friedlingstein y col. 2014                                   | 710                 |
| 3 °C = 5,4 °F                                              | 2094                   | 50%                                                | 3300                            | 2015-2100       | Friedlingstein y col. 2014                                   | 710                 |

1 GtC (carbono) = 3,67 GtCO2
Como alternativa a los presupuestos establecidos  utilizando objetivos explícitos de temperatura, los presupuestos de emisiones también se han estimado utilizando las trayectorias de concentración representativas (RCP), que se basan en valores de forzamiento radiativo a finales de siglo. Las RCP fueron presentadas en el Quinto informe de evaluación del IPCC.  Según la Organización Meteorológica Mundial hay un 20% de posibilidades de que en los años 2020 - 2024 al menos en un año la temperatura media sea superior a 1,5 °C por encima del nivel preindustrial.

## Captura de carbono
Los investigadores esperan que las emisiones superen cualquiera de estos presupuestos restantes. Para cumplir con los límites presupuestarios, estiman que el CO2 deberá capturarse de la atmósfera y almacenarse en productos, en el ambiente o bajo tierra. Un estudio de 2015 calculó que los presupuestos de carbono solo pueden cumplirse mediante la captura de carbono, "en todos los casos, excepto en los más optimistas, también encontramos requisitos de emisiones negativas que aún no han demostrado ser alcanzables".
Los científicos están ampliamente de acuerdo en que esta investigación es necesaria. El IPCC dice: "Todas las vías que limitan el calentamiento global a 1,5 °C con un rebasamiento limitado o nulo proyectan el uso de eliminación de dióxido de carbono (CDR) del orden de 100-1000 GtCO2 durante el siglo XXI. La CDR se utilizaría para compensar las emisiones residuales y, en la mayoría de los casos, lograr emisiones negativas netas para devolver el calentamiento global a 1,5 °C después de un pico (confianza alta)".
Incluso para el objetivo menos estricto de 2 °C de calentamiento, se necesita captura de carbono. El IPCC tiene solo una trayectoria de concentración representativa (RCP) que limita el calentamiento a 2 °C: "El RCP2.6 es representativo de un escenario que tiene como objetivo mantener el calentamiento global probablemente por debajo de 2 °C por encima de las temperaturas preindustriales. La mayoría de los modelos indican que los escenarios que cumplen con niveles de forzamiento similares a RCP2.6 se caracterizan por emisiones negativas netas sustanciales para 2100, en promedio alrededor de 2 GtCO2 / año"

## Presupuestos nacionales de emisiones
A la luz de las muchas diferencias entre las naciones, incluidas, entre otras, la población, el nivel de industrialización, los historiales de emisiones nacionales y las capacidades de mitigación, los científicos han intentado asignar los presupuestos globales de carbono entre los países utilizando métodos que siguen varios principios de equidad. Asignar presupuestos de emisiones nacionales es comparable a compartir el esfuerzo para reducir las emisiones globales, subrayado por algunos supuestos de responsabilidad estatal del cambio climático. Muchos autores han realizado análisis cuantitativos que asignan presupuestos de emisiones, a menudo abordando simultáneamente las disparidades en las emisiones históricas de GEI entre naciones. También se han calculado presupuestos de emisiones nacionales "compatibles con el Acuerdo de París" que cuantifican la discrepancia entre las reducciones de emisiones resultantes de las vías de mitigación nacionales actuales y las necesarias para cumplir con los compromisos de temperatura y equidad consagrados en el Acuerdo de París.
Un principio común que se ha utilizado para asignar presupuestos de emisiones globales a las naciones es el principio de responsabilidades comunes pero diferenciadas. Este principio reconoce las contribuciones históricas acumulativas de las naciones a las emisiones globales. Los países con mayores emisiones durante un período de tiempo establecido (por ejemplo, desde la era preindustrial hasta el presente) tienen más responsabilidades a la hora de mitigar emisiones. Por lo tanto, sus presupuestos nacionales de emisiones deben ser más pequeños que los que han contaminado menos en el pasado. El concepto de responsabilidad histórica por el cambio climático ha prevalecido en la literatura desde principios de la década de 1990 y es una parte fundamental de la arquitectura de los acuerdos internacionales sobre cambio climático (la CMNUCC, el Protocolo de Kioto y el Acuerdo de París). En consecuencia, los países que tienen cuantificadas las emisiones históricas acumuladas de los estados tienen mayor responsabilidad en tomar las acciones más contundentes y en ayudar a los países en desarrollo en sus esfuerzos de mitigación y adaptación al cambio climático. Este principio está reconocido en los acuerdos internacionales y es parte de las estrategias diplomáticas de los países en desarrollo, que necesitan un mayor presupuesto de emisiones para reducir la inequidad y alcanzar el desarrollo sostenible.
Otro principio de equidad común para calcular los presupuestos nacionales de emisiones es el principio "igualitario" . Este principio estipula que las personas deben tener los mismos derechos a contaminar y, por lo tanto, los presupuestos de emisiones deben distribuirse proporcionalmente según las poblaciones de cada país. Por tanto, algunos científicos han razonado el uso de las emisiones nacionales per cápita en los cálculos del presupuesto de emisiones nacionales. Este principio puede ser favorecido por naciones con poblaciones más grandes o en rápido crecimiento.
Un tercer principio de equidad que se ha empleado en los cálculos del presupuesto nacional considera la soberanía nacional. El principio de "soberanía" destaca el derecho igualitario de las naciones a contaminar. El método de derechos adquiridos para calcular los presupuestos de emisiones nacionales utiliza este principio. Los derechos adquiridos asignan estos presupuestos proporcionalmente de acuerdo con las emisiones en un año base particular, y se han utilizado bajo regímenes internacionales como el Protocolo de Kioto y la fase inicial del Régimen de Comercio de Emisiones de la Unión Europea (EU ETS). Este principio es a menudo favorecido por los países desarrollados, ya que les asigna presupuestos de emisiones más grandes.